# Рассел, Джон, 1-й граф Бедфорд
Джон Рассел, 1-й граф Бедфорд (англ. John Russell, 1st Earl of Bedford; около 1485, Дорсет — 14 марта 1555) — английский государственный деятель. Лорд верховный адмирал (1540—1542) и Лорд-хранитель Малой печати (1542—1555). Среди земель и собственности, которые ему пожаловал Генрих VIII после роспуска монастырей, были аббатство и город Тависток, а также земли, которые сейчас являются Ковент-Гарденом. Рассел — предок всех последующих графов (и герцогов) Бедфорд и графов Рассел, в том числе Джона Рассела, премьер-министра Великобритании, и философа Бертрана Рассела.

## Биография
В 1506 году Джон Рассел находился на службе у Филиппа, короля Кастилии, и его жены Хуаны, когда они потерпели кораблекрушение у Веймута, и сопровождал королевскую чету к английскому двору в Лондоне. Будучи одним из самых образованных дворян своего времени, он настолько поразил правителей Кастилии своими манерами, что те рекомендовали его королю Генриху VII. В 1507 году вошёл в свиту Генриха VII, а затем состоял в свите его преемника Генриха VIII. Участвовал в военных и дипломатических миссиях во время войны Камбрейской лиги (1508—1516). Был при взятии Теруана и Турне. Посвящён в рыцари 2 июля 1522 года после того, как потерял глаз при взятии Морле в Бретани, и сражался при Павии.
В 1528 году был назначен главным шерифом Дорсета и Сомерсета, а в 1529—1536 годах был членом парламента от Бакингемшира. Он сохранил королевское расположение, несмотря на неодобрение Анны Болейн. В конце 1536 года вошёл в Тайный сове и помог подавить Благодатное паломничество.
Казнь Генри Куртене, маркиза Эксетера, создала вакуум власти в юго-западных графствах Англии, который заполнил Рассел. 9 марта 1538/1539 года ему пожаловали титул барона Рассел и назначили лордом-президентом Совета Запада. В следующем месяце он стал рыцарем Ордена Подвязки. Совет Запада оказался неэффективным органом управления и не пережил падение Кромвеля. Рассел, однако, оставался главным бароном в западных графствах и получил должность лорда-адмирала в 1540 году. В 1542 году, после смерти графа Саутгемптон, Рассел стал лордом-хранителем Малой печати.
Во время итальянской войны (1542—1546) безуспешно осаждал Монтрёй в 1544 году и был капитан-генералом авангарда армии при атаке на Булонь в 1545 году. Доверенный соратник короля Генриха VIII в последние годы его правления. После смерти Генриха в 1547 году стал одним из шестнадцати советников на время малолетства его сына и наследника, короля Эдуарда VI.
Был одним из двадцати шести пэров, подписавших соглашение о передаче короны леди Джейн Грей 21 июня 1553 года. Его послали встречать Филиппа Испанского, когда тот прибыл для свадьбы с королевой Марией.
Граф Бедфорд скончался 14 марта 1555 года в Рассел-хаусе, Стрэнд, Лондон, и был похоронен в родовом имении в Ченисе, Бакингемшир, в местной часовне. Его вдова умерла ровно четыре года спустя, 14 марта 1559 года, и была похоронена там же.

## Брак
Весной 1526 года Джон Рассел женился на Энн Сэпкот (1492/1498 — 14 марта 1559), дочери сэра Гая Сэпкота из Хантингдоншира, вдове Джона Бротона из Тоддингтона (умер в 1518) и сэра Ричарда Дженригама (умер в 1525); у неё были сын и три дочери от первого брака. От Рассела Энн родила одного сына — Фрэнсиса (1527—1585), ставшего 2-м графом Бедфорд.

## Приобрётенные поместья
После роспуска монастырей король Генрих VIII предоставил Джону Расселу ряд церковных владений, включая Тавистокское, Плимптонское и Данксвеллское аббатства в Девоне (первые два были самыми богатыми в графстве). Граф получил также  Блэкфрайерз в Эксетере, на месте которого он построил свой роскошный особняк, известный как Бедфорд-хаус, откуда он исполнял свои обязанности лорда-лейтенанта Девона. Эти гранты сделали его самым крупным землевладельцем в Девоне. В Бедфордшире граф получил аббатство Уобёрн, которое сделал своей главной резиденцией. В Лондоне ему было предоставлено семь акров земли (28000 м2) под названием «Длинный акр», а также огород Вестминстерского аббатства, на месте которого сейчас находится Ковент-Гарден.
Нынешний герцог Бедфорд (или его фонды) все еще сохраняли в 2013 году несколько акров главной лондонской недвижимости, включающей поместье Бедфорд с центром на Бедфорд-сквер и Тависток-сквер.